# 富礦帶泉 (加利福尼亞州)
博南扎斯普林斯（英語：Bonanza Springs）是位於美國加利福尼亞州萊克縣的一個非建制地區。該地的面積和人口皆未知。

## 地理
博南扎斯普林斯的座標為38°51′52″N 122°41′13″W / 38.86444°N 122.68694°W，而該地的平均海拔高度為794米（即2605英尺）。